# Майпу (департамент, Чако)
Департамент Майпу  (исп. Departamento de Maipu) — департамент в Аргентине в составе провинции Чако.
Территория — 2855 км². Население — 25288 человек. Плотность населения — 8,90 чел./км².
Административный центр — Трес-Ислетас.

## География
Департамент расположен в центральной части провинции Чако.
Департамент граничит:
- на севере — с департаментом Хенераль-Гуэмес
- на востоке — с департаментами Либертадор-Хенераль-Сан-Мартин, Китилипи
- на юге — с департаментами Команданте-Фернандес, Индепенденсия
- на западе — с департаментом Альмиранте-Браун

## Административное деление
Департамент включает 1 муниципалитет:
- Трес-Ислетас

## Важнейшие населенные пункты[3]
| № | Населённый пункт | Населённый пункт (исп.) | Категория | Население чел. (2010) | На карте                        |
| - | ---------------- | ----------------------- | --------- | --------------------- | ------------------------------- |
| 1 | Трес-Ислетас     | Tres Isletas            | город     | 16976                 | 26°20′22″ ю. ш. 60°25′49″ з. д. |
| 2 | Пампа-Каба-Ньяро | Pampa Cabá Ñaró         | поселок   | н/д                   | 26°20′27″ ю. ш. 60°20′07″ з. д. |